# Frackville, Pennsylvania
Frackville là một thị trấn thuộc quận Schuylkill, tiểu bang Pennsylvania, Hoa Kỳ. Năm 2010, dân số của thị trấn này là 3805 người.